# Sargento-mor
Sargento-mor é uma graduação ou uma função militar, existente nas forças armadas de vários países do mundo.
Em vários exércitos europeus do passado, a designação referia-se a um posto de oficial superior correspondente ao atual de major. Atualmente, normalmente, refere-se a uma graduação da categoria de sargentos.

## História
O posto de sargento-mor (sargento mayor em castelhano) apareceu inicialmente nos exércitos da Coroa de Castela, na transição do século XV para o século XVI. Constituía o oficial superior que coadjuvava o coronel no comando de uma coronélia, um tipo de unidade militar castelhana, antecessora do moderno regimento, idealizada por Gonzalo Fernández de Córdova, o Grão Capitão para as Guerras Italianas (1494-1559). Cada coronélia agregava diversas companhias e nela o sargento-mor exercia funções análogas às que cada sargento exercia na respetiva companhia. Era portanto uma espécie de sargento superior para toda a coronélia. As coronélias acabaram por se tornar na base para a criação dos terços em 1534. Na organização de cada terço, o sargento-mor continuou a assumir a função de coadjuvar o comandante da unidade, que passou a ser o mestre de campo.
No século XVII, o posto de sargento-mor existe já nos exércitos de diversos outros países da Europa, coadjuvando o coronel de cada regimento. Com a introdução do posto de tenente-coronel, o sargento-mor passa para o terceiro lugar na linha de comando regimental. Vários países europeus criam também um posto de oficial general com funções mais ou menos análogas às dos sargentos-mores, mas a um nível superior. Conforme o país, este posto é designado "sargento-mor de batalha" ou "sargento-mor-general" cabendo-lhe coadjuvar o general chefe de um exército.
Em diversas épocas conforme o país, as designações "sargento-mor" e "sargento-mor-general" são gradualmente abreviadas, sendo das mesmas eliminada a palavra "sargento". Como em vários idiomas, as palavras "mor" ou "maior" correspondem a "major", as novas designações daqueles postos passaram a ser respetivamente "major" e "major-general".
Depois de desaparecer no seu significado original, o termo "sargento-mor" é mais tarde recuperado nos exércitos de alguns países, mas agora designando um posto ou função da categoria de sargento e já não um posto da categoria de oficial. Normalmente, aplica-se ao sargento mais graduado de uma unidade militar. Assim, no Exército Britânico do final do século XVII a designação é aplicada oficiosamente ao sargento mais graduado da companhia do coronel de cada regimento de infantaria, sendo em 1797 formalizado como o de sargento mais graduado de um regimento ou batalhão. No Exército Francês, o posto é criado em 1776, como sargento mais graduado de uma companhia de infantaria.

## Distintivos

Exército dos EUA: Sergeant-Major of the Army
Exército Italiano: Sergente Maggiore
Exército dos Países Baixos: Sergeant-majoor
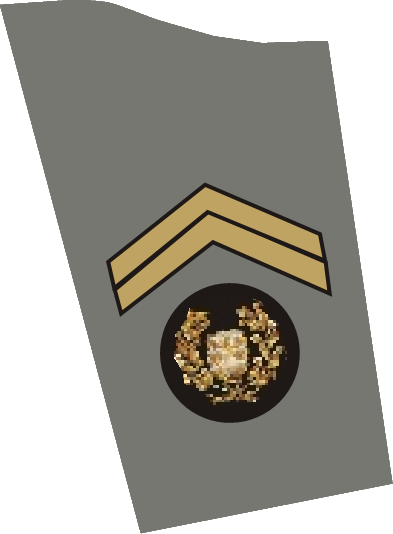
Exército Português: Sargento-mor (atual)
Marinha Portuguesa: Sargento-mor

## Sargento-mor em vários países

### Estados Unidos
No Exército dos Estados Unidos sergeant-major (sargento-mor) refere-se tanto à mais alta patente de suboficial, como a diversas funções exercidas por sargentos. Command sergeant-major (sargento-mor de comando) é a função de suboficial adjunto de uma unidade de escalão igual ou superior ao batalhão. Esta função pode ser desempenhada por sargentos de várias patentes, conforme o tipo de unidade. Uma função especial é a de Sergeant-Major of the Army (Sargento-Mor do Exército), cujo detentor é o sargento de maior patente de todo o Exército dos EUA, atuando como o conselheiro direto do Chefe do Estado-Maior do Exército e como porta-voz da classe de sargentos e praças.

### Itália
Na Itália, as graduações sergente maggiore (sargento-mor) e sergente maggiore capo (sargento-mor chefe), juntamente com a de sergente (sargento), são os postos da subcategoria inferior de sargento.

### Portugal
Nas Forças Armadas Portuguesas, atualmente, sargento-mor é o posto mais elevado da categoria de sargentos. 
No passado, "sargento-mor" e "sargento-mor de batalha" eram as designações, respetivamente de uma patente de oficial superior e de uma de oficial general. Existia igualmente o posto de sargento-mor da comarca e do sargento-mor do lugar. No século XVIII, sargentos-mores alocados a várias câmaras, ou mesmo às próprias comarcas, tinham a "obrigação de assistir aos exercícios da formatura, e manejo das armas para doutrina das Ordenanças".

#### Forma de tratamento
Coloquialmente, é costume o sargento-mor é tratado por "mor": «meu mor» (por um inferior hierárquico) ou «nosso mor» (por um superior hierárquico), ou «senhor sargento-mor» (em qualquer caso, incluindo por civis).

#### Sargento-mor (categoria de oficial)
Até ao início do século XIX, sargento-mor constituía a primeira patente de oficial superior no Exército Português.
A partir do final do século XVIII começa-se a utilizar a designação "major" como alternativa ao nome do posto. Durante a Guerra Peninsular, a designação "major" substitui, definitivamente, a designação "sargento-mor". Isso aconteceu, provavelmente, para que o nome do posto não se confundisse com o do posto homónimo britânico sergeant-major, que correspondia não a um oficial superior, mas a apenas a um sargento. Era importante não existir essa confusão, uma vez que os exércitos Português e Britânico combatiam integrados como um único.
Nas ordenanças (tropas de 3ª linha, existentes até ao século XIX), os sargentos-mores tinham a função de instruir as tropas territoriais, subordinados a um capitão-mor.

#### Sargento-mor da batalha
O sargento-mor da batalha era um oficial general que exercia as funções de subchefe do estado-maior de um exército em operações, imediatamente subordinado ao mestre de campo general. O cargo foi, originalmente, criado no século XVI e reintroduzido, no Exército Português, em 1663, durante a Guerra da Restauração.
Em 1762 o posto de sargento-mor de batalha passou a designar-se "marechal de campo". Corresponde ao posto atual de major-general.

### Sargento-mor da comarca
O Sargento-mor da comarca cargo, como o nome indica, deveria residir na cabeça de cada comarca. A ele cabia-lhe visitar as companhias de Ordenanças existentes na sua jurisdição, pelo menos duas vezes ao ano. Ele também seria acompanhado por um tamboreiro, responsável a ensinar seus colegas do rufar tocado conforme a ordem de guerra.
Estas visitas deveriam ser realizadas durante o verão por ser mais operacional. E ao se apresentar nos quarteis deveria falar com o capitão-mor e ordenar que este convocasse os subordinados para realizarem os exercícios determinados. Os exercícios seriam assistidos por ele, acompanhado do capitão-mor e do sargento-mor do lugar. Além disso, o sargento-mor da comarca deveria fazer  um relatório completo, que, anualmente, seria enviado ao rei.
Mais tarde, por alvará de 18 de outubro de 1709, cabia-lhe auxiliar os oficiais das câmaras municipais que, juntos com o ouvidor e provedor da comarca, participavam do processo eleitoral para a escolha dos postos de sargento-mor e capitão de companhia, na ausência do capitão-mor, donatário ou do alcaide-mor. Assim escolheriam três nomes de militares para o general ou cabo, que comandasse as Armas na capitania, e estes de seguida seriam propostos ao rei através do Conselho de Guerra.

#### Sargento-mor (categoria de sargento)
Em 31 de dezembro de 1976, foi reintroduzido, nas Forças Armadas Portuguesas, um posto de sargento-mor, mas, desta vez como posto da categoria de sargentos.
O posto de sargento-mor é o mais alto da categoria de sargento na Armada, Exército, Força Aérea e Guarda Nacional Republicana. As suas funções são as de atuar como elemento dos comandos ou estados-maiores de unidades de escalão igual ou superior ao batalhão. Nessas funções os sargentos-mores são os adjuntos dos comandantes das unidades para os assuntos de pessoal, administração e logística.

### Reino Unido
No Exército Britânico, sergeant-major deixou de ser uma graduação específica de suboficial e passou a ser, apenas, o título da função de sargento superior numa unidade militar. Conforme o tipo da unidade, a função pode ser designada "regimental sergeant-major" (sargento-mor regimental), company sergeant-major (sargento-mor de companhia), squadron sergeant-major (sargento-mor de esquadrão), etc..